# Le Pasquier
Pour les articles homonymes, voir Pasquier.
Ne doit pas être confondu avec le chef-lieu de la commune de Brusson, en Vallée d'Aoste.
Le Pasquier ([lə pɑkje]) est une commune française située dans le département du Jura, dans la région culturelle et historique de Franche-Comté et la région administrative Bourgogne-Franche-Comté.

## Géographie

### Climat
Pour des articles plus généraux, voir Climat de la Bourgogne-Franche-Comté et Climat du département du Jura.
En 2010, le climat de la commune est de type climat de montagne, selon une étude du Centre national de la recherche scientifique s'appuyant sur une série de données couvrant la période 1971-2000. En 2020, Météo-France publie une typologie des climats de la France métropolitaine dans laquelle la commune est exposée à un climat semi-continental et est dans la région climatique  Jura, caractérisée par une forte pluviométrie en toutes saisons (1 000 à 1 500 mm/an), des hivers rigoureux et un ensoleillement médiocre. 
Pour la période 1971-2000, la température annuelle moyenne est de 8,9 °C, avec une amplitude thermique annuelle de 16,8 °C. Le cumul annuel moyen de précipitations est de 1 580 mm, avec 13,8 jours de précipitations en janvier et 10,3 jours en juillet. Pour la période 1991-2020, la température moyenne annuelle observée sur la station météorologique de Météo-France la plus proche, « Champagnole », sur la commune de Champagnole à 6 km à vol d'oiseau, est de 9,4 °C et le cumul annuel moyen de précipitations est de 1 573,2 mm. 
La température maximale relevée sur cette station est de 37,5 °C, atteinte le 24 juillet 2019 ; la température minimale est de −23,5 °C, atteinte le 24 décembre 2001,,. 
Les paramètres climatiques de la commune ont été estimés pour le milieu du siècle (2041-2070) selon différents scénarios d'émission de gaz à effet de serre à partir des nouvelles projections climatiques de référence DRIAS-2020. Ils sont consultables sur un site dédié publié par Météo-France en novembre 2022.

## Urbanisme

### Typologie
Au 1er janvier 2024, Le Pasquier est catégorisée commune rurale à habitat dispersé, selon la nouvelle grille communale de densité à sept niveaux définie par l'Insee en 2022.
Elle est située hors unité urbaine. Par ailleurs la commune fait partie de l'aire d'attraction de Champagnole, dont elle est une commune de la couronne,. Cette aire, qui regroupe 43 communes, est catégorisée dans les aires de moins de 50 000 habitants,.

### Occupation des sols
L'occupation des sols de la commune, telle qu'elle ressort de la base de données européenne d’occupation biophysique des sols Corine Land Cover (CLC), est marquée par l'importance des territoires agricoles (56,3 % en 2018), en diminution par rapport à 1990 (57,3 %). La répartition détaillée en 2018 est la suivante : 
forêts (38,5 %), terres arables (33,9 %), prairies (22,2 %), zones urbanisées (4,6 %), zones humides intérieures (0,5 %), zones agricoles hétérogènes (0,3 %). L'évolution de l’occupation des sols de la commune et de ses infrastructures peut être observée sur les différentes représentations cartographiques du territoire : la carte de Cassini (XVIIIe siècle), la carte d'état-major (1820-1866) et les cartes ou photos aériennes de l'IGN pour la période actuelle (1950 à aujourd'hui).

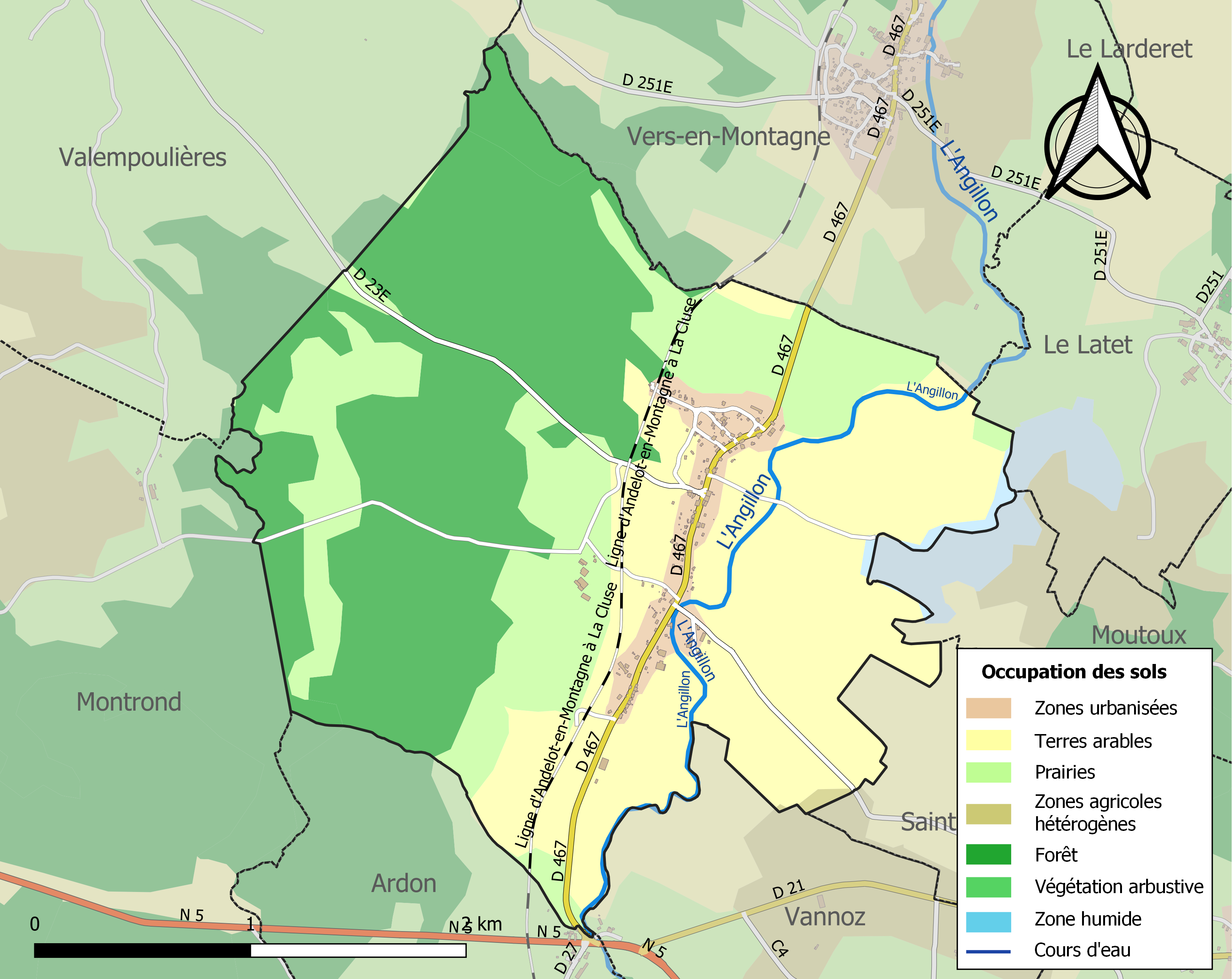
Carte des infrastructures et de l'occupation des sols de la commune en 2018 (CLC).

## Toponymie
Du latin pascua (pâturage).

## Histoire
Une voie levée, en provenance de Saint-Germain-en-Montagne, passait à proximité du lieu-dit les Baraques et traversait la rivière l'Angillon.
Des tumulus sont mentionnés dans la commune, mais aucune précision n'est donnée quant à leur localisation.
Cette assertion est confirmée par J. Lamy qui en a repéré en bordure nord du chemin de Salins, à 350 m de l'église du village.
Dans le lotissement situé à proximité de l'église, on a signalé des vestiges gallo-romains avec des caves comparables à celles découvertes à Saint-Germain-en-Montagne.
Dans la seconde moitié du XIIe siècle une forteresse a été bâtie sur le bord de l'Angillon par un seigneur de la maison de Binans auquel les sires de Salins avaient inféodé le territoire du Pasquier. Ceci donna naissance au village.
Le village du Pasquier se divisait en deux seigneuries différentes :
- l'une appartenait aux sires de Salins ;
- l'autre appartenait à une famille noble qui en portait le nom.

## Politique et administration
| Période | Période  | Identité          | Étiquette | Qualité                    |
| ------- | -------- | ----------------- | --------- | -------------------------- |
| 1852    |          | Claude Louis Cart |           |                            |
| 1880    |          | Joseph Tonnaire   |           |                            |
| 1929    | 1954     | Raoul Bourgeois   |           |                            |
| 1954    | 1971     | Alphonse Perrard  | MRP       | Cultivateur                |
| 1971    | 1993     | Bernard Cottez    |           |                            |
| 1994    | 1995     | Robert Gay        |           |                            |
| 1995    | 2008     | Denis Moreau      |           |                            |
| 2008    | 2010     | Gilles Ramseier   |           |                            |
| 2011    | En cours | Denis Moreau      |           | Retraité Fonction publique |

## Démographie
L'évolution du nombre d'habitants est connue à travers les recensements de la population effectués dans la commune depuis 1793. Pour les communes de moins de 10 000 habitants, une enquête de recensement portant sur toute la population est réalisée tous les cinq ans, les populations de référence des années intermédiaires étant quant à elles estimées par interpolation ou extrapolation. Pour la commune, le premier recensement exhaustif entrant dans le cadre du nouveau dispositif a été réalisé en 2005.

En 2022, la commune comptait 285 habitants, en évolution de +11,33 % par rapport à 2016 (Jura : −0,81 %, France hors Mayotte : +2,11 %).
| 1793 | 1800 | 1806 | 1821 | 1831 | 1836 | 1841 | 1846 | 1851 |
| ---- | ---- | ---- | ---- | ---- | ---- | ---- | ---- | ---- |
| 299  | 316  | 330  | 315  | 341  | 383  | 350  | 362  | 350  |

| 1856 | 1861 | 1866 | 1872 | 1876 | 1881 | 1886 | 1891 | 1896 |
| ---- | ---- | ---- | ---- | ---- | ---- | ---- | ---- | ---- |
| 310  | 337  | 345  | 288  | 266  | 246  | 218  | 232  | 231  |

| 1901 | 1906 | 1911 | 1921 | 1926 | 1931 | 1936 | 1946 | 1954 |
| ---- | ---- | ---- | ---- | ---- | ---- | ---- | ---- | ---- |
| 236  | 248  | 224  | 215  | 202  | 193  | 180  | 189  | 200  |

| 1962 | 1968 | 1975 | 1982 | 1990 | 1999 | 2005 | 2006 | 2010 |
| ---- | ---- | ---- | ---- | ---- | ---- | ---- | ---- | ---- |
| 192  | 192  | 183  | 209  | 238  | 252  | 247  | 243  | 254  |

| 2015 | 2020 | 2022 | - | - | - | - | - | - |
| ---- | ---- | ---- | - | - | - | - | - | - |
| 263  | 268  | 285  | - | - | - | - | - | - |

## Culture locale et patrimoine

### Lieux et monuments

#### Voies
| 14 odonymes recensés à Le Pasquier au 14 novembre 2013        | 14 odonymes recensés à Le Pasquier au 14 novembre 2013 | 14 odonymes recensés à Le Pasquier au 14 novembre 2013 | 14 odonymes recensés à Le Pasquier au 14 novembre 2013 | 14 odonymes recensés à Le Pasquier au 14 novembre 2013 | 14 odonymes recensés à Le Pasquier au 14 novembre 2013 | 14 odonymes recensés à Le Pasquier au 14 novembre 2013 | 14 odonymes recensés à Le Pasquier au 14 novembre 2013 | 14 odonymes recensés à Le Pasquier au 14 novembre 2013 | 14 odonymes recensés à Le Pasquier au 14 novembre 2013 | 14 odonymes recensés à Le Pasquier au 14 novembre 2013 | 14 odonymes recensés à Le Pasquier au 14 novembre 2013 | 14 odonymes recensés à Le Pasquier au 14 novembre 2013 | 14 odonymes recensés à Le Pasquier au 14 novembre 2013 | 14 odonymes recensés à Le Pasquier au 14 novembre 2013 | 14 odonymes recensés à Le Pasquier au 14 novembre 2013 | 14 odonymes recensés à Le Pasquier au 14 novembre 2013 |
| Allée                                                         | Avenue                                                 | Bld                                                    | Chemin                                                 | Cours                                                  | Impasse                                                | Côte                                                   | Passage                                                | Place                                                  | Quai                                                   | Rd-point                                               | Route                                                  |                                                        | Rue                                                    | Ruelle                                                 | Autres                                                 | Total                                                  |
| ------------------------------------------------------------- | ------------------------------------------------------ | ------------------------------------------------------ | ------------------------------------------------------ | ------------------------------------------------------ | ------------------------------------------------------ | ------------------------------------------------------ | ------------------------------------------------------ | ------------------------------------------------------ | ------------------------------------------------------ | ------------------------------------------------------ | ------------------------------------------------------ | ------------------------------------------------------ | ------------------------------------------------------ | ------------------------------------------------------ | ------------------------------------------------------ | ------------------------------------------------------ |
| 0                                                             | 0                                                      | 0                                                      | 1                                                      | 0                                                      | 1                                                      | 0                                                      | 0                                                      | 2                                                      | 0                                                      | 0                                                      | 0                                                      |                                                        | 9                                                      | 0                                                      | 1                                                      | 14                                                     |
| Notes « N »                                                   | Notes « N »                                            | Notes « N »                                            | Néant                                                  | Néant                                                  | Néant                                                  | Néant                                                  | Néant                                                  | Néant                                                  | Néant                                                  | Néant                                                  | Néant                                                  | Néant                                                  | Néant                                                  | Néant                                                  | Néant                                                  | Néant                                                  |
| Sources : rue-ville.info & OpenStreetMap & FNACA-GAJE du Jura |                                                        |                                                        |                                                        |                                                        |                                                        |                                                        |                                                        |                                                        |                                                        |                                                        |                                                        |                                                        |                                                        |                                                        |                                                        |                                                        |

#### Édifices
- Le château du Pasquier a été construit en 1687. Le château primitif était situé entre le château actuel et la rivière et était entouré de fossé; sa destruction remonte aux guerre de Louis XI.
- L'église Saint-Nicolas dont la première pierre a été posé le 28 mai 1767 par Monsieur Marie Antoine Bonaventure François écuyer seigneur du Pasquier (archive de Lons le Saunier ). La cloche du Pasquier qui s'appelle Marie Bonaventure a été bénite avec permission de l ordinaire par messire Jean Claude Quivogne de Neu... curé du Pasquier le 26 aout 1748 (archive Lons le Saunier ) soit 19 ans avant l'église. Le clocher a été reconstruit en 1846 (Rousset Alphonse Jura).
- La maison commune, construite en 1870.

#### Sites
- La vallée de l'Angillon qui traverse la commune du nord au sud.
- L’étang communal[18] acheté à la commune du Moutoux en 1977 car il se trouve en totalité sur cette commune. Il est alimenté par trois sources principales et son émissaire, le Bief de l'Étang, est un affluent rive gauche de l'Angillon.

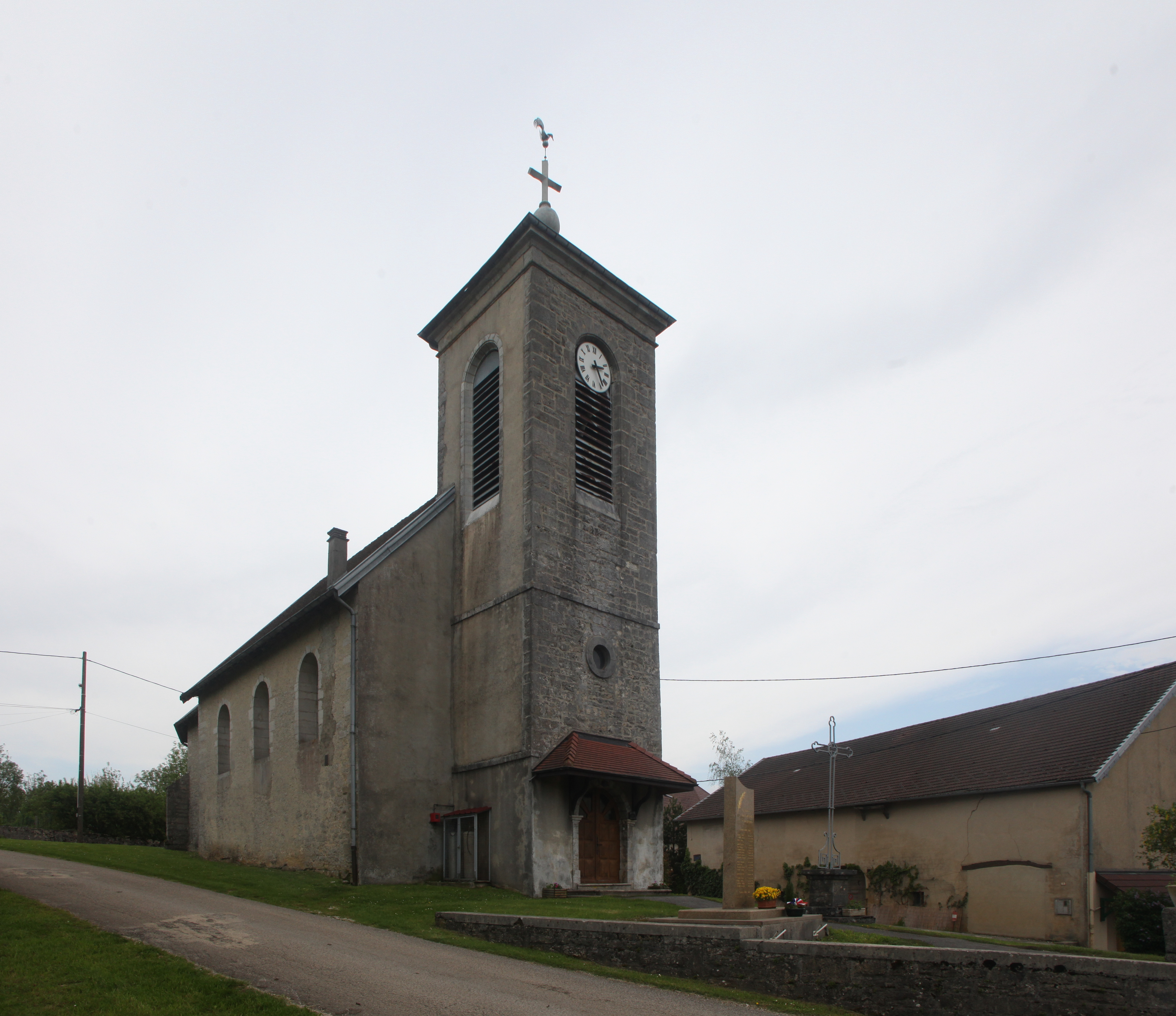
Église.
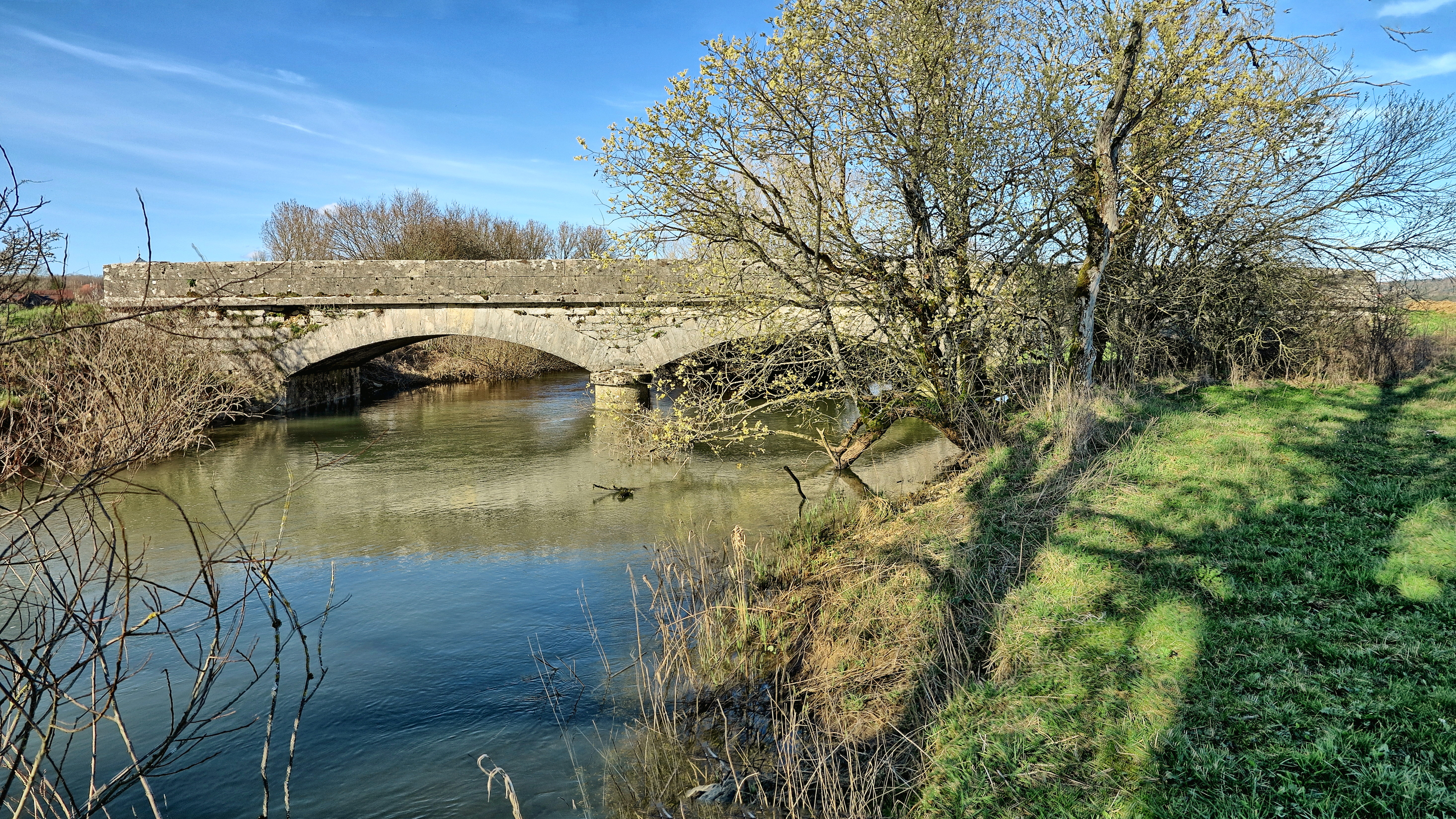
Pont sur l'Angillon.
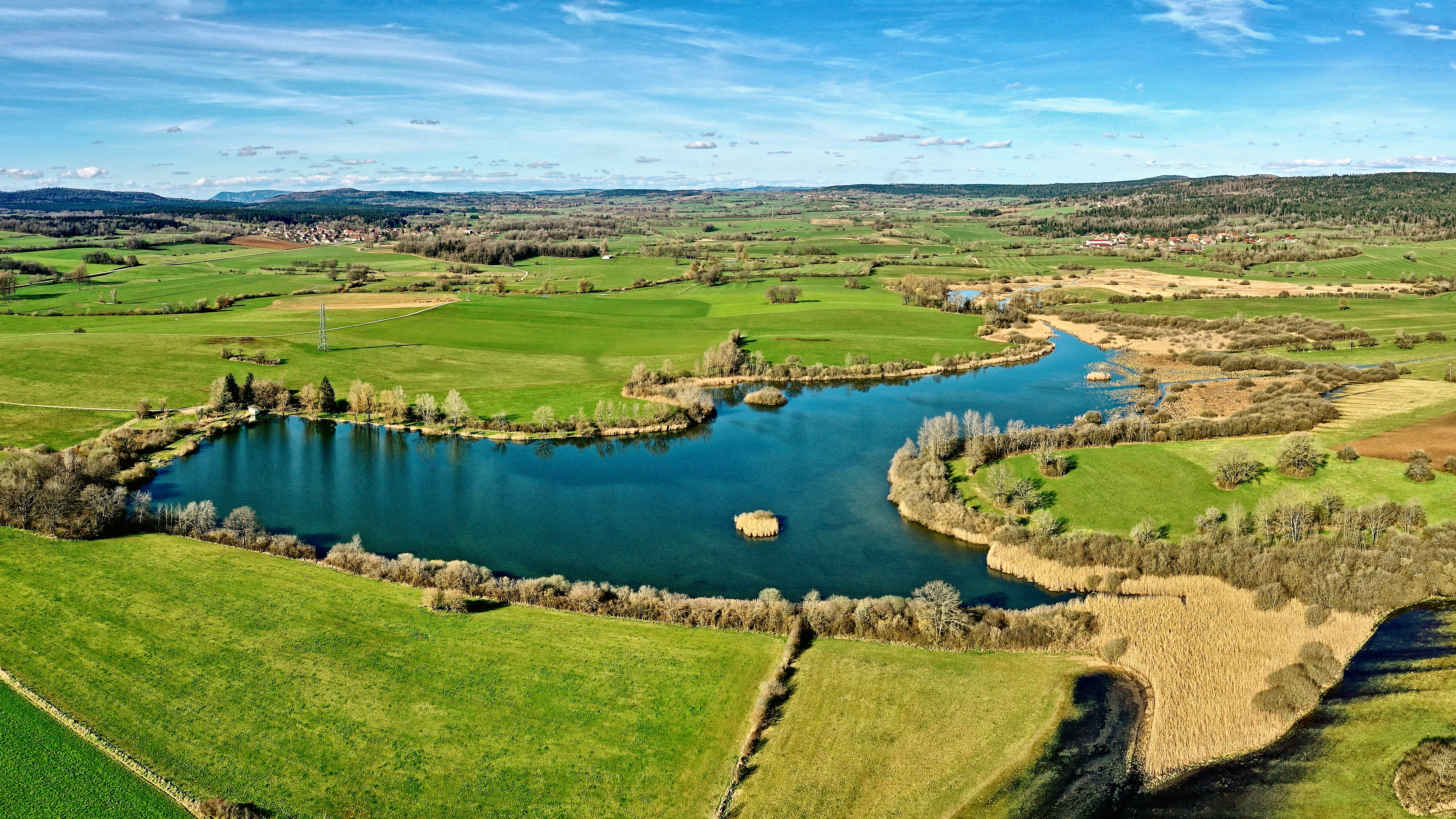
Étang communal.

### Personnalités liées à la commune
LF Marandet  mort le  3 février 1828
- Alexandre Marandet (1770-1825).
- Louis-Marie Nicod (env. 1789-1849).
- Charles-Joseph-Augustin Pelletier (1813-1849).

### Héraldique
La famille du Pasquier portait pour armes : « D'azur à la bande engrêlée d'or accompagnée de deux croisettes recroisetées au pied fiché du même » et avait pour devise « Melior in alto ».